# Hurt (Virgínia)
Hurt é uma cidade  localizada no estado norte-americano de Virginia, no Condado de Pittsylvania.

## Demografia
Segundo o censo norte-americano de 2000, a sua população era de 1 276 habitantes.
Em 2006, foi estimada uma população de 1 232, um decréscimo de 44 (-3.4%).

## Geografia
De acordo com o United States Census Bureau tem uma área de 6,8 km², dos quais 6,8 km² cobertos por terra e 0,0 km² cobertos por água.

## Localidades na vizinhança
O diagrama seguinte representa as localidades num raio de 32 km ao redor de Hurt.